# Минаральський сільський округ
Минара́льський сільський округ (каз. Мыңарал ауылдық округі, рос. Мынаралский сельский округ) — адміністративна одиниця у складі Мойинкумського району Жамбильської області Казахстану. Адміністративний центр — село Минарал.
Населення — 1418 осіб (2021; 1539 у 2009, 1339 у 1999, 1521 у 1989).
Станом на 1989 рік існувала Минаральська селищна рада (смт Минарал, село Бурубайтал, селища Жастар, Кашкантеніз, Минарал). До 1999 року село Бурубайтал було передано до складу Чиганацької селищної адміністрації. 2008 року Минаральський селищний округ перетворено в сільський округ. 2019 року до складу округу було включено 1,61 км² земель державного земельного фонду.

## Склад
До складу округу входять такі населені пункти:
| Населений пункт               | Старі назви | Населення, осіб (1989) | Населення, осіб (1999) | Населення, осіб (2009) | Населення, осіб (2021) |
| ----------------------------- | ----------- | ---------------------- | ---------------------- | ---------------------- | ---------------------- |
| Жастар, селище                | -           | 22                     | -                      | -                      | -                      |
| Кашкантеніз, станційне селище | -           | 121                    | 170                    | 190                    | 113                    |
| Минарал, село                 | -           | 917                    | 687                    | 659                    | 721                    |
| Минарал, станційне селище     | -           | 461                    | 482                    | 690                    | 584                    |